# Symphonie no 4 de Bruckner
Pour les articles homonymes, voir Symphonie no 4.
« Romantique »
La Symphonie no 4 en mi bémol majeur dite « Romantique », WAB 104, a été écrite par Anton Bruckner en 1874 et reste avec la 7e et la 8e l'une de ses plus célèbres symphonies.
Le titre « Romantique » a été donné par le compositeur lui-même. Il a annoté plusieurs passages : Ville médiévale, chevaliers se lançant  au-dehors sur de fiers chevaux pour le premier mouvement, Amour repoussé pour le second, Danse pour le repas de chasse pour le troisième… Seul le dernier mouvement n'a pas de sous-titre littéral.

## Fiche technique
La symphonie se compose de quatre mouvements et son exécution dure un peu plus d'une heure.
En plus des cordes l’orchestre requiert deux flûtes, deux hautbois, deux clarinettes, deux bassons, quatre cors, trois trompettes, trois trombones, un tuba (à partir de la deuxième version) et deux timbales, ainsi qu'un piccolo et des cymbales dans la version finale de 1888.

## Versions et éditions
Il y a trois versions principales de la quatrième symphonie :
- Première version : version initiale (1874)
- Deuxième version : 1878 - 1881
- Troisième version :  version finale (1888)

 The Fourth Symphony underwent the most prolonged, the most intricate, compositional process of any of the symphonies. Bruckner’s work on it extended from 1874 until at least 1890. He recomposed much of the symphony during this process, entirely replacing the third movement and fundamentally reinventing the Finale. He prepared different versions for performance at least three times, and each time this led him to make changes, often substantial ones. And he finally saw the symphony through publication. Much of this story has either been unknown or significantly misunderstood, as have many of the larger issues raised by Bruckner’s versions more generally. For these reasons, the Fourth Symphony, as the most extreme case of the “Bruckner problem,” offers a uniquely advantageous platform from which to see key matters more critically and clearly than they have been previously.

Traduction : La quatrième symphonie a subi le processus de composition le plus long, le plus complexe de toutes les symphonies. Les travaux de Bruckner s’étendent de 1874 à 1890. Il a recomposé une grande partie de la symphonie au cours de ce processus, remplaçant entièrement le troisième mouvement et recomposant fondamentalement le Finale. Il a préparé au moins trois fois des versions différentes pour une exécution, et chaque fois cela a amené Bruckner à apporter des changements, souvent substantiels, jusqu’à arriver finalement à une publication de la symphonie. Une grande partie de cette historique est restée inconnue ou mal comprise, tout comme bon nombre de questions importantes soulevées en général par les versions des symphonies de Bruckner. Pour ces raisons, la quatrième symphonie – le cas le plus extrême du « problème Bruckner » – offre une plate-forme particulièrement avantageuse pour visualiser les questions clés de manière plus critique et plus claire qu’elles l’ont été auparavant.
Au moins sept versions et variantes authentiques peuvent être identifiées :
| Année       | Désignation habituelle | Korstvedt | Redlich | Cooke                       | Autres désignations                                      | Source                                                          | Éditions publiées                                                                      |
| ----------- | ---------------------- | --------- | ------- | --------------------------- | -------------------------------------------------------- | --------------------------------------------------------------- | -------------------------------------------------------------------------------------- |
| 1874 - 1876 | I                      | I         | I       | –                           | Version originale Urfassung                              | –                                                               | Nowak 1975 Korstvedt 2021 (révision 1876)                                              |
| 1878        | II                     | IIa       | II      | –                           | Version "Volksfest"                                      | –                                                               | Haas 1936 (Finale) Haas 1944 (Finale) Nowak 1981 (Finale) Carragan 2014 Korstvedt 2022 |
| 1880        | II                     | IIb       | III     | Première version définitive | Version de Vienne Version 1878/80                        | –                                                               | Non publiée                                                                            |
| 1881        | II                     | IIb       | III     | Première version définitive | Version de Karlsruhe Originalfassung Version 1878/80     | Manuscrit A-Wn Mus. Hs. 19.476                                  | Haas 1936 Haas 1944 Korstvedt 2019 Cohrs 2021                                          |
| 1886        | II                     | IIb       | III     | Révisée                     | Version de New York Version 1878/80                      | Partition de copiste : Columbia                                 | Nowak 1953                                                                             |
| 1887        | III                    | III       | IV      | Löwe/Schalk                 | –                                                        | Stichvorlage (collection privée) Photocopie : A-Wst M.H. 9098/c | Non publiée                                                                            |
| 1888        | III                    | III       | IV      | Löwe/Schalk                 | Version de Schalk & Löwe Endfassung Fassung letzter Hand | Stichvorlage (collection privée) Photocopie : A-Wst M.H. 9098/c | Gutmann 1889 Wöss 1927 Redlich 1955 Korstvedt 2004                                     |

### Version initiale (1874)
La version originale de la symphonie a été composée du 2 janvier au 22 novembre 1874. Cette première version qui n’a été ni exécutée ni publiée durant le vivant du compositeur, a été publiée en 1975 par Leopold Nowak et a été enregistrée la même année par Kurt Wöss. L'édition Nowak inclut quelques révisions de 1875 que Bruckner a introduit dans le manuscrit autographe Mus.Hs.6082.
Lorsqu’on la compare aux versions suivantes, cette version se caractérise par une plus grande couleur instrumentale (utilisation plus large des bois et des cors) et une plus grande complexité contrapuntique et rythmique, avec notamment, outre celle du rythme brucknérien « 2 + 3 », l’utilisation de quintolets.

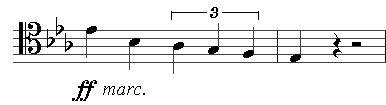
Le rythme brucknérien « 2 + 3 »

#### Variante de 1876
En 1876, Bruckner introduisit quelques ajustements supplémentaires, surtout métriques dans une copie du manuscrit (Mus.Hs.6032), en vue d'une exécution – qui n'a finalement pas eu lieu. Cette révision, qui a été enregistrée en novembre 2020 par Jakub Hrůša avec les Bamberger Symphoniker, a été publiée par Korstvedt en 2021.

### Version 2A (1878)
Après avoir terminé la composition de la version originale de la symphonie, Bruckner débuta celle de la cinquième symphonie. Bruckner revint ensuite à celle de la quatrième. Du 18 janvier au 20 novembre 1878 il effectua une profonde révision des deux premiers mouvements et remplaça le scherzo original par un nouveau scherzo, « La Chasse ». Il remplaça également le finale original par un nouveau finale, le Volksfest (« Fête populaire »). Ce nouveau finale a été publié en appendice à l’édition de 1936 de Robert Haas et séparément par Leopold Nowak en 1981.
La version complète de 1878 a été publiée par William Carragan en 2014 en prévision d'une exécution par Gerd Schaller. 
Une édition critique de la version de 1878 a été éditée par Benjamin Korstvedt en 2022. En contact étroit avec Korstvedt la première mondiale a eu lieu le 1er mai 2022 par le MusicaNova Orchestra,.

### Version 2B (1881)
Après avoir composé son Quintette à cordes, Bruckner revint le 18 novembre 1879 une nouvelle fois à la quatrième symphonie. Il remplaça le Volksfest finale, dont il n'était pas satisfait, par un nouveau finale – le troisième, basé toutefois sur le même matériel thématique que les deux précédents, qu'il termina le 5 juin 1880. La version 1880 est pour le reste identique à celle de 1878. C’est cette version qui a été utilisée lors de la première du 20 février 1881 par l'Orchestre philharmonique de Vienne par Hans Richter.
Après la première de 1881, Bruckner apporta des modifications supplémentaires – de nombreux changements d'orchestration, un replacement de 4 mesures par 12 mesures dans un passage du Finale, et une coupure de 20 mesures dans l'Andante. La plupart de ces modifications sont décrites dans le "Livre Rouge" de Carragan. 
Bruckner a, par ailleurs, révisé le passage qui fait le pont entre la fin de la section développement du Finale et le début de la reprise. Les mesures 351 à 430, c’est-à-dire la transition à la fin du développement ainsi que la reprise du premier motif et de la première partie du second motif, ont été supprimées et remplacées par quelques nouvelles mesures de transition. Cette version abrégée a été utilisée pour la première exécution et Bruckner a spécifiquement demandé qu’elle soit utilisée lorsque la Quatrième serait exécutée une nouvelle fois.
La version 1881 a été éditée par Robert Haas en 1936 et rééditée en 1944.
Une édition critique de la version 1881 a été éditée par Korstvedt en 2019.
Une édition supplémentaire a été préparée par Cohrs pour la Anton Bruckner Urtext Gesamtausgabe en 2021 – avec le finale abrégé, la variante exécutée le 10 décembre 1881 à Karlsruhe sous la direction de Felix Mottl.

#### Variante de 1886
Dans les dernières mesures du Finale les troisième et quatrième cors rappellent le thème principal du premier mouvement. Cette version, qui est sinon quasi identique à la version de 1881, a été utilisée par Anton Seidl lors de l'exécution à New York le 4 avril 1888 et a été ensuite conservée à la Columbia University. Elle a été éditée par Nowak en 1953.

### Version finale (1888)
Avec l’aide de Ferdinand Löwe, et probablement aussi de Franz et Joseph Schalk, Bruckner révisa une nouvelle fois la symphonie en 1887 dans le but de la publier. Cette version est celle qui a été utilisée le 22 janvier 1888 lors première viennoise par Hans Richter. Version non publiée.
Après la première viennoise, Bruckner révisa une dernière fois la symphonie. Cette version a été publiée en 1889 par Adolf Gutmann. Cette version a été initialement considérée comme « inauthentique ». Des recherches récentes ont toutefois démenti cette assertion et, en 2004, Benjamin Korstvedt a réédité cette version pour l’insérer dans la Kritische Gesamtausgabe.
En 1895 Gustav Mahler fit un arrangement de la version 1888, qu’il abrégea (coupures dans la partie centrale de l'andante et du finale) et réorchestra. Cet arrangement a été enregistré par Gennadi Rozhdestvensky et Anton Nanut.

## Description de la version initiale de 1874

### I. Allegro
Sur un trémolo des cordes pianissimo, le cor introduit le premier groupe thématique avec un thème construit en quintes, repris en canon par les bois, et suivi par un tutti avec un motif rythmique « 2 + 3 ». Le deuxième groupe thématique présente un thème champêtre en contrepoint et un motif sautillant. Le troisième groupe thématique contient un thème en tutti dérivé du premier groupe thématique et un motif  d’inspiration wagnérienne, qui ressemble à celui du leitmotiv du feu de l’Anneau du Nibelung.
Le développement, introduit par le motif de la Walkyrie qui avait déjà été cité dans la troisième symphonie, concerne essentiellement le premier groupe thématique et expose en alternance au cor et en tutti ses deux motifs avec vers la sixième minute une combinaison rythmique complexe, se poursuit par un somptueux choral dérivé du premier motif. Il se termine par une variante du motif sautillant du deuxième groupe thématique.
La réexposition des trois groupes thématiques est suivie par une coda sur le thème initial.

### II. Andante quasi allegretto
Le deuxième mouvement en forme lied (ABA’B’A’’) présente dix différentes prescription de tempo. Dans le premier groupe thématique, les instruments à cordes avec sourdine et les bois alternent, suivi par un motif descendant aux bois qui introduit le second groupe thématique. Le second groupe est une cantilène à l’alto sur un fond de pizzicati des autres instruments à cordes. Dans la deuxième partie les deux groupes thématiques sont réexposés et largement développés. Dans la partie finale le premier motif est développé une seconde fois et s’éteint en pianissimo.

### III. Scherzo. Sehr schnell - Trio. Im gleichen Tempo
Le scherzo, introduit par une sonnerie de cor, se poursuit par un thème exposé par les bois sur un accompagnement fougueux aux cordes. Le trio, dans le même tempo, utilise un matériel similaire donné aux hautbois. La reprise du scherzo se termine par une puissante coda.

### IV. Finale. Allegro moderato
Le premier groupe thématique commence par une introduction comportant un rappel du thème initial de la symphonie, qui est suivie par un tutti en unisson, une fanfare et un rappel du scherzo, et se termine par un nouveau rappel du thème initial de la symphonie. Le deuxième groupe thématique est constitué par un thème contrapuntiques à allure de Ländler, qui comporte de difficiles quintolets. Le troisième groupe thématique, une gamme descendante en quintolets, qui rappelle le leitmotiv de la lance de Wotan, est à nouveau un tutti en unisson.
Dans le développement complexe, qui est basé sur les trois groupes thématiques, s’insèrent à nouveau un rappel du thème initial de la symphonie et une réminiscence du second mouvement et du scherzo. Après la reprise, une puissante coda basée sur le premier groupe thématique se conclut sur un rappel du thème initial de la symphonie.

## Description des versions ultérieures

### I. Bewegt, nicht zu schnell
Dans les versions ultérieures diverses parties du premier mouvement sont supprimées, notamment la fin du second groupe thématique, la seconde partie du troisième groupe thématique, ainsi que, au cours du développement, les deux citations de la Walkyrie, la combinaison rythmique complexe et la partie finale après la deuxième citation de la Walkyrie.

### II. Andante quasi allegretto
Dans les versions ultérieures diverses parties du deuxième mouvement sont supprimées. L’exposition du premier groupe thématique est abrégée. Dans la deuxième partie le développement du premier groupe thématique est raccourci et celui du second groupe thématique est supprimé. La partie finale est également abrégée.

### III. Scherzo. Bewegt - Trio. Nicht zu schnell, keinesfalls schleppend
Dans les versions ultérieures le scherzo initial est remplacé par un nouveau mouvement en 2/4, le célèbre « scherzo de la chasse », où des sonneries de cors, qui rappellent la Marche militaire, WAB 116 de 1865, évoluent en accord.
Le trio, plus lent et mélodique, s’inscrit comme une courte pause entre le scherzo et sa reprise.
Dans la version finale de 1888 le scherzo se termine en pianissimo. Lors de sa reprise après le Trio une coupure d'une soixantaine de mesures est effectuée.

### IV. Finale. Allegro moderato (1878) / Bewegt, doch nicht zu schnell (1881)
Le Volksfest finale de 1878 et celui de 1881 sont basés sur le même matériel de base que celui de 1874, mais traité différemment. Le Volksfest finale est en quelque sorte une version simplifiée du finale de 1874, avec entre autres le remplacement des difficiles quintolets par des « 2 + 3 ».
Dans la version de 1881 un motif lyrique supplémentaire est en outre introduit au début du deuxième groupe thématique et le troisième motif en unisson est recomposé.
Le début de la coda est paisible et, après un passage lyrique aux cors, se poursuit, avant de conclure, par une « échelle céleste » - à l’instar de celle du mouvement lent de la cinquième symphonie, dont Bruckner venait de réviser la composition.
Dans la version finale de 1888 quelques coupures (un total de 34 mesures) sont effectuées. Des coups de cymbales sont par ailleurs introduits à la fin de l'exposition du premier groupe thématique et en pianissimo au cours de la coda.

## Discographie sélective

### Première version (1874-1876)

#### Édition Nowak (1975), basée sur le manuscrit de 1874
- Kurt Wöss avec la Philharmonie de Munich, 1975 - Bruckner Haus Linz LP 2/12430-315.

Cet enregistrement historique peut être téléchargé du site de John Berky et est disponible sur CD en annexe au livre de C. van Zwol.
- Eliahu Inbal avec l'Orchestre symphonique de la Radiodiffusion de Francfort, 1982 - Teldec CD 242960
- Gennadi Rozhdestvensky avec l’Orchestre du Ministère de la Culture de l’URSS, 1987 - BMG/Melodiya CD 74321-68458-2
- Kent Nagano avec l'Orchestre de l'Opéra de Bavière, 2007 - Sony Classical SACD 88697368812
- Simone Young avec la Philharmonie de Hambourg, 2007 - Japan BMG SACD BVCO 37453
- Marcus Bosch (en) avec le l'Orchestre symphonique d'Aix-la-Chapelle, Coviello Classics SACD-COV 30814, 2008
- Gerd Schaller avec les Philharmonie Festiva - Profil Günter Hänssler PH22010, 2021

#### Édition Korstvedt (2021), basée sur le manuscrit de 1876
- Jakub Hrůša avec l'Orchestre symphonique de Bamberg, Bruckner 4 - The three versions - Accentus music CD Set ACC 30533, 2020
- Markus Poschner avec l'Orchestre symphonique de la radio de Vienne , Bruckner Symphony No. 4 - 1876 version – Capriccio C8084, 2022

### Version 2A (1878)

#### Édition Korstvedt (2022)
- Warren Cohen (en) avec le MusicaNova Orchestra, première de la version 1878, 1er mai 2022 - MusicaNova BD/DVD/CD

#### «Volksfest-Finale» uniquement
- Hubert Soudant avec le Melbourne Symphony Orchestra, 1986 - Abruckner BSVD-0111
- Gennadi Rozhdestvensky avec l’Orchestre du Ministère de la Culture de l’URSS, 1987 - BMG/Melodiya CD 74321-68458-2
- Uwe Christian Harrer (de) avec l'Orchester symphonique de Leonding, Kultur CD SW010053-2, live 1996
- Georg Tintner avec le Royal Scottish National Orchestra, 1998 - Naxos CD 8.554432
- Gerd Schaller avec la Philharmonie Festiva, Profil PH13049, live 2014
- Jakub Hrůša avec l'Orchestre symphonique de Bamberg, Bruckner 4 - The three versions - Accentus music CD Set ACC 30533, 2020
- Markus Poschner avec l'Orchestre symphonique de la radio de Vienne – Capriccio C8083, 2022

#### Andante & «Volksfest-Finale»
- Simon Rattle avec l'Orchestre symphonique de Londres, Bruckner - Symphony No. 4 – LSO Live LSO085, 2022 (Édition Cohrs, 2021)

### Version 2B (1881-1886)

#### Édition Haas (1936, rev. 1944), basée sur le manuscrit de 1881
- Oswald Kabasta avec l'Orchestre philharmonique de Munich, 1943 - Arkadia CD 78527
- Hermann Abendroth avec l'Orchestre symphonique de la Radiodiffusion de Leipzig, 1949 - Arlecchino CD ARL 107
- Bernard Haitink avec l'Orchestre Royal du Concertgebouw, 1965 - Philips Classics CD 442 044-2
- Herbert von Karajan avec l'Orchestre philharmonique de Berlin, 1975 - DG CD 415 277-2
- Sergiu Celibidache avec l'Orchestre philharmonique de Munich, 1988 - EMI CDC 5 56690 2
- Günter Wand avec l'Orchestre philharmonique de Berlin, 1998 - BMG CD BVCC-37606
- Simon Rattle avec l'Orchestre philharmonique de Berlin, 2004 - Karna Musik KA-197M
- Yannick Nézet-Séguin avec l'Orchestre Métropolitain, 2011 - Atma classique 2667

#### Édition Nowak (1953), basée sur le manuscrit de 1886
- Eugen Jochum avec l'Orchestre philharmonique de Berlin, 1965 - DG CD 427 200-2
- Karl Böhm avec l'Orchestre philharmonique de Vienne, 1973 - Decca CD 411581
- Gennadi Rozhdestvensky avec l’Orchestre du Ministère de la Culture de l’URSS, 1987 - BMG/Melodiya CD BVCX38009/10
- Philippe Herreweghe avec l'Orchestre des Champs-Élysées, 2005 - Harmonia Mundi HMC 901 291
- Claudio Abbado avec l'Orchestre du Festival de Lucerne, 2006 - Lucerne Festival CD 120455

#### Édition Korstvedt (2018), basée sur le manuscrit de 1881
- Jakub Hrůša avec les Bamberger Symphoniker, Bruckner 4 - The three versions – Accentus music CD Set ACC 30533, 2020
- Markus Poschner avec l'Orchestre Bruckner de Linz, Anton Bruckner - Sinfonie Nr. 4 Es-Dur (1878-1880) "Romantische" – Capriccio C8083, 2022

#### Édition Cohrs  (2021), basée sur le manuscrit de 1881
- Simon Rattle avec l'Orchestre symphonique de Londres, Bruckner - Symphony No. 4 – LSO Live LSO085, 2022

### Troisième version (1888)

#### Édition revue par Ferdinand Löwe (Gutmann, 1889)
- Bruno Walter avec le NBC Symphony Orchestra, 1940 - Pearl CD 9131
- Wilhelm Furtwängler avec l'Orchestre philharmonique de Vienne, 1951 - DG CD 427 403-2
- Hans Knappertsbusch avec l'Orchestre philharmonique de Vienne, 1964 - Memories CD HR 4468/69

#### Version revue et réorchestrée par Gustav Mahler (1895)
- Gennadi Rozhdestvensky avec l’Orchestre du Ministère de la Culture de l’URSS, 1984 - BMG/Melodiya CD 74321-68458-2
- Anton Nanut avec l'Orchestre Symphonique de la Radio de Ljubljiana

#### Édition Korstvedt (2004)
- Akira Naito avec le Tokyo New City Orchestra, 2005 - Delta Classics DCCA 0017
- Osmo Vänskä avec l'Orchestre symphonique du Minnesota, 2009 - Bis SACD 1746
- Franz Welser-Möst avec l'Orchestre de Cleveland, 2012 - Dirigent DIR-1093
- Jakub Hrůša avec l'Orchestre symphonique de Bamberg, Bruckner 4 - The three versions - Accentus music CD Set ACC 30533, 2020